# Хосе Марія Веласко Ібарра
Хосе Марія Веласко Ібарра (ісп. José María Velasco Ibarra; 19 березня 1893 — 30 березня 1979) — еквадорський політичний і державний діяч, п'ять разів обіймав посаду президента країни. Лише один термін із п'яти (1952—1956) він відпрацював цілком, решта разів його усували від влади військовики через його спроби встановлення особистої диктатури.

## Життєпис

### Ранні роки
Його батько був активістом Консервативної партії за часів диктатури Елоя Альфаро. Хосе Марія не відвідував школу, а отримав домашню освіту від своєї матері. Його батько помер, коли Веласко було 16 років. Навчався у школі Святого Гавриїла, а потім — у Центральному університеті Еквадору, де отримав ступінь доктора права. Згодом продовжив освіту у Сорбонні. Був відомим письменником й опублікував кілька книжок, в тому числі Conciencia y Barbarie («Обізнаність і варварство»), а також писав для газети El Comercio.
Першою суспільною посадою Веласко Ібарри був пост у муніципальному уряді Кіто — він контролював громадські роботи. Був державним радником і прокурором міста Кіто. Його політична кар'єра почалась, коли його було обрано депутатом парламенту. Одразу ж він став заступником голови Конгресу, а за кілька днів, — його головою.

### Президент Еквадору

#### 1-й президентський термін
1933 року він висунув свою кандидатуру на президентських виборах і здобув 80 % голосів виборців, що стало найвищим результатом в історії Еквадору. Веласко Ібарра відвідав кілька країн Латинської Америки, в тому числі Перу, й відновив міжнародні позиції своєї країни. Його перший термін розпочався 1 вересня 1934 року, але вже у серпні 1935 року його усунули військовики. Після цього він виїхав до Колумбії, де працював у школі Сантандера, яку було визнано найкращою в країні. Потім переїхав до Буенос-Айреса, де був професором місцевого університету.
1939 року знову брав участь у президентських виборах та з невеликим відривом програв кандидату від Ліберальної партії Карлосу Арройо дель Ріо. Останньому, втім, не вистачало популярності Веласко Ібарри, що свідчило про фальсифікації під час виборів. Разом із пілотами бази ВПС Салінас Веласко Ібарра планував переворот. Однак, до того як план було здійснено, він був заарештований та знову висланий з країни.

#### 2-й президентський термін
У травні 1944 року, в результаті «Славної революції» 28 травня, був проголошений верховним главою республіки, а потім Установчі збори обрали його конституційним президентом. 31 травня він сформував коаліційний уряд, до якого, серед інших, увійшли й комуністи. 2 лютого 1945 року Еквадор оголосив війну Німеччині, а 9 лютого — Японії. 16 червня 1945 Еквадор установив дипломатичні відносини з СРСР. У березні 1946 року президент скасував конституцію та розпустив Конгрес. У серпні 1947 його знову усунули військовики, після чого Веласко Ібарра втік до Аргентини. Змову проти нього планували три військових міністри, один з яких — Манчено, згодом замінив його на посту президента.

#### 3-й президентський термін
1952 року прибічники Веласко Ібарри з різних шарів населення об'єднались у «Національну федерацію веласкістів» (ісп. Federacion Nacional Velasquista; з 1968 року — політична партія). Того ж року він знову здобув перемогу на президентських виборах, і з 1 вересня 1952 року розпочався його черговий президентський термін. Того разу він відпрацював термін цілком, до 1 вересня 1956 року. Той термін відзначився розвитком країни. Президент провадив політику реформ, скоротив управлінський апарат, запровадив контроль над цінами, допомагав промисловості й сільському господарству, запровадив громадські роботи: було збудовано 311 шкіл і закладено ще 104. Було збудовано понад 1359 км автошляхів і ще 1057 км було реконструйовано.
Веласко Ібарра був видатним оратором. Під час своїх передвиборчих поїздок містами він захоплював людей своїм красномовством, став істинним лідером мас. Одного разу Веласко Ібарра сказав: «Дайте мені балкон, і я стану президентом».

#### 4-й президентський термін
У серпні 1956 року програв вибори, утім 1960 був обраний на пост глави держави вчетверте, а 7 листопада 1961 року був повалений. 1960 він денонсував протокол Ріо-де-Жанейро, що призвело до конфліктів з Перу, які вилились у війни Пакіша 1981 й Альто-Сенепа 1995 року.

#### 5-й президентський термін
1968 був обраний президентом уп'яте. 1970 року під час спроби підвищення податків Веласко Ібарра стикнувся зі значною протидією ділових кіл. Проти нього виступали також студенти лівацького спрямування, часто справа доходила до відкритих сутичок з поліцією. У червні того ж року за підтримки армії скасував чинну конституцію (відновивши основний закон 1946 року), розпустив Конгрес і встановив диктаторський режим. Його повноваження було припинено 15 лютого 1972 року, коли його вкотре було усунуто від влади військовиками в результаті безкровного перевороту, що привів до президентства генерала Гільєрмо Родрігеса Лару. Загалом Веласко Ібарра правив близько 13 років, що є найтривалішим терміном президентських повноважень в історії Еквадору. Події, що супроводжували закінчення його п'ятого президентства, змальовано у книзі Філіпа Ейджі CIA Diary (Щоденник ЦРУ).
Не існує єдиної думки у питанні, чи слід розглядати його політику як популізм. Слідом за Агустіном Куевою деякі автори стверджують, що Веласко Ібарра прийшов до влади за умов загальної кризи, завдяки голосам люмпен-пролетаріату і селян з узбережжя, які мігрували до міст через занепад виробництва какао. Відповідно до такої точки зору харизматична постать Веласко Ібарри емоційно захопила маси своєю обіцянкою списання боргів. Інші автори, серед яких Рафаель Кінтеро, вважають, що за перемогою Веласко (принаймні, у 1930-х роках) стояла традиційна землевласницька еліта з центральних районів країни, оскільки еліта узбережжя була послаблена через закінчення буму какао.

### Діяльність
Веласко Ібарра завжди приділяв особливу увагу розвитку інфраструктури. За його правління проводилось безліч громадських робіт, в тому числі будівництво доріг, мостів, лікарень. Він виступив ініціатором таких інституцій як Верховний виборчий трибунал (ісп. Tribunal Supremo Electoral) й Еквадорська шляхова мережа.
8 лютого 1935 року він відтворив Політехнічну школу, тим самим підтримавши військовиків. За його президентства було утворено кілька нових кантонів, у тому числі Чунчі, Бібліан і Гуамоте. Він видав указ про вихідні дні для робітників, розпочав будівництво іригаційних каналів, освітньої інфраструктури, аеропортів і шосейних доріг.

### Смерть
Дружина Веласко Ібарри, Коріна Парраль, померла в Буенос-Айресі після падіння з автобуса. Це прискорило смерть самого Веласко Ібарри, який після повернення до Еквадору сказав: «Я приїхав міркувати й померти». За кілька днів, 30 березня 1979 року, він помер у Кіто.